# Stiftung Kunstforum der Berliner Volksbank
Mit der Stiftung Kunstforum der Berliner Volksbank gemeinnützige GmbH bündelt die Berliner Volksbank ihre Kunst- und Kulturarbeit in der Region Berlin-Brandenburg. Sie wurde im Herbst 2007 gegründet und hat ihren Sitz am Kaiserdamm 105, in der Nähe des Lietzensees.

## Tätigkeit
Ziel der Stiftung Kunstforum ist es, Kunstinteressierte, Kunden und Mitarbeiter zu inspirieren und zu begeistern. Dies versucht die gGmbH auf drei Säulen der Kunst- und Kulturförderung:

### Stiftung Kunstforum Berliner Volksbank
Das heutige Kunstforum wurde 1985 in der Budapester Straße 35 ursprünglich als Kunstforum der Grundkreditbank eröffnet. Im Erdgeschoss des Neubaus der Zentrale des genossenschaftlichen Geldinstituts gelegen, einem Vorgängerinstitut der Berliner Volksbank eG, wurden in der als Rotunde konzipierten Fläche rund 100 Ausstellungen gezeigt.
Anfangs richteten die Neue Nationalgalerie in Berlin und weitere Häuser der Staatlichen Museen zu Berlin und die Berliner Festspiele Ausstellungen aus. Ab Anfang der 1990er Jahre wurde die Kunsthalle in Eigenregie mit wechselnden Kooperationspartnern bespielt. 2002/2003 wurde die Ausstellungshalle der Berlinischen Galerie für die Bauphase eines Neubaus zur Verfügung gestellt.
Nach der Fusion der beiden genossenschaftlichen Bankinstitute GrundkreditBank eG – Köpenicker Bank und Berliner Volksbank begann im Januar 2004 mit der Ausstellung unmittelbar und unverfälscht – Aquarelle, Zeichnungen und Druckgraphik der ‚Brücke‘ in Zusammenarbeit mit dem Brücke-Museum erneut die eigene Ausstellungstätigkeit, nun unter dem Namen Kunstforum der Berliner Volksbank. Mitte 2016 endete nach rund 30 Jahren und rund 100 Ausstellungen mit nationalen, internationalen und regionalen Partnern mit der Abschiedsausstellung BankArt – Drei Jahrzehnte Kunstsammlung der Berliner Volksbank, bedingt durch den Abriss des Gebäudes, das Kunstengagement an diesem Ort.
Im November 2018 eröffnete nach mehreren Monaten Umbauzeit die Stiftung Kunstforum Berliner Volksbank in Berlin-Charlottenburg mit einer Ausstellung von Harald Metzkes das Kunstforum an einem neuen Standort. Erst nur im Erdgeschoss und seit Mai 2021 auch im 1. OG am Kaiserdamm 105 hat es seine Ausstellungsfläche und tritt nach außen seit dem unter dem Namen Stiftung Kunstforum Berliner Volksbank auf. Im Mittelpunkt der Ausstellungsaktivitäten steht nach einer konzeptionellen Neuausrichtung vorrangig die eigene Kunstsammlung mit ihren Künstlerinnen und Künstlern, aber auch in Kombination mit anderen Werken.

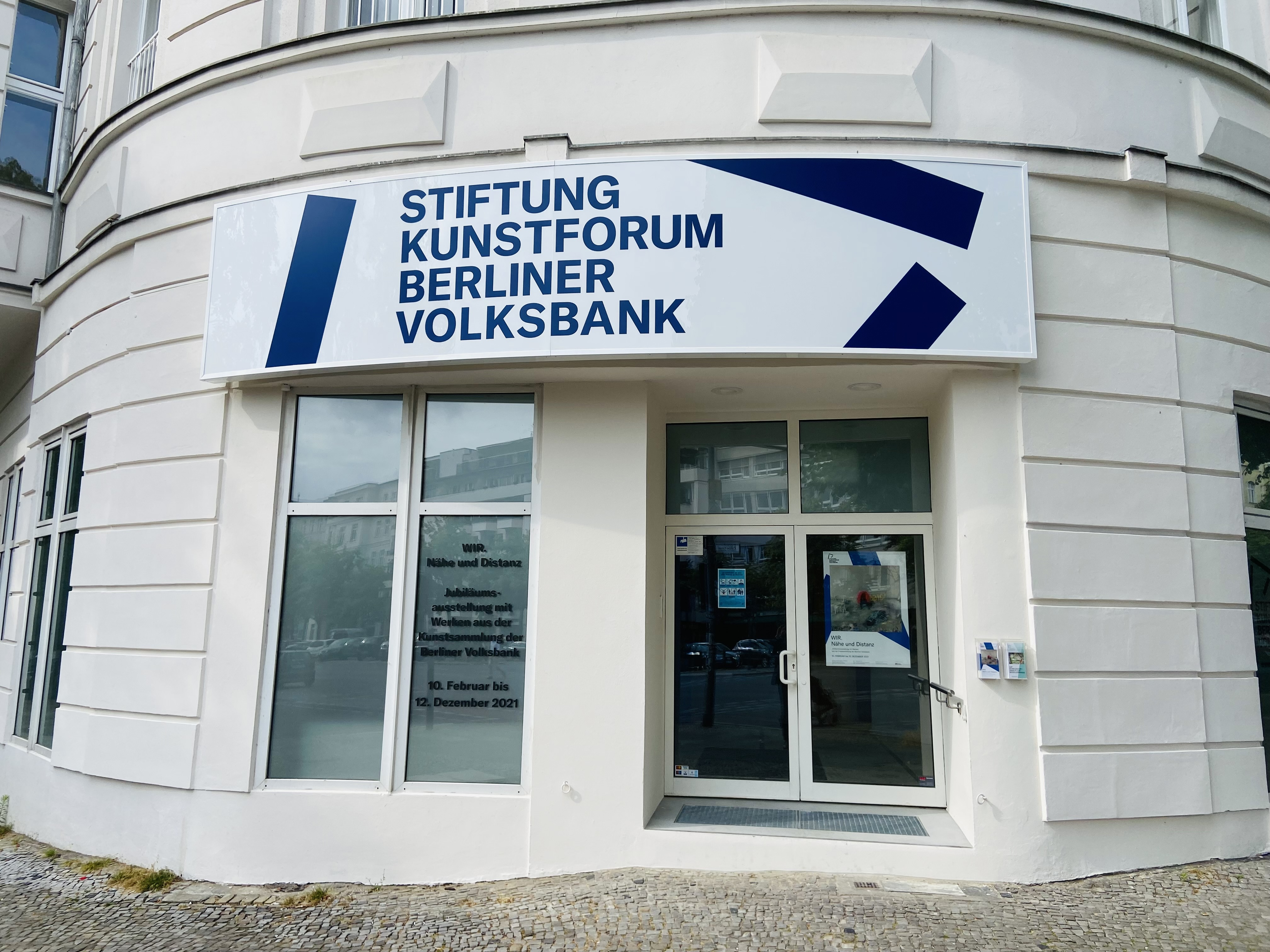
Eingang zur Stiftung Kunstforum Berliner Volksbank am Kaiserdamm 105 in Berlin

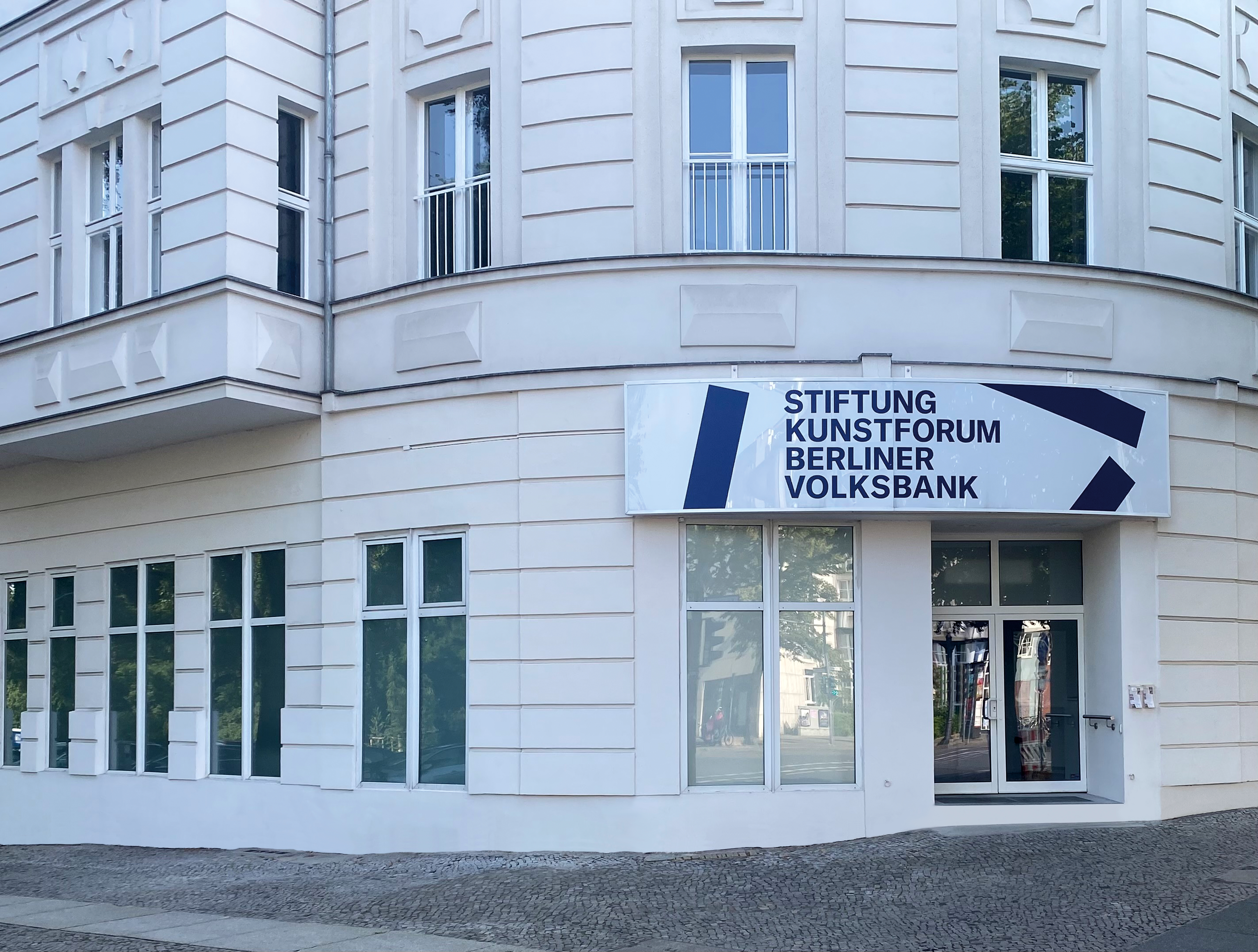
Eingangsfront der Stiftung Kunstforum Berliner Volksbank am Kaiserdamm 105 / Ecke Sophie-Charlotten-Straße

#### Ausstellungen ab 2018 – Kaiserdamm 105
- 10. September bis 7. Dezember 2025: Paradies kuratiert von Christian Thoelke als Partner der Berlin Art Week
- 20. Februar bis 22. Juni 2025: MENSCH BERLIN anlässlich des 40sten Jubiläums[3]
- 11. September bis 8. Dezember 2024: Durchdringen: Das U/unheimliche s/Sehen kuratiert von Michael Müller (Künstler, 1970) als Partner der Berlin Art Week[4][5]
- 16. Februar bis 16. Juni 2024: 100 Jahre Held(t)en: Werner Heldt und Burkhard Held[6]
- 13. September bis 10. Dezember 2023: SchlagLicht eine Ausstellung in Zusammenarbeit mit der DZ BANK Kunststiftung als Partner der Berlin Art Week[7][8]
- 16. Februar bis 18. Juni 2023: MENSCHENBILD – der expressionistische Blick[9][10]
- 25. August bis 11. Dezember 2022: Aufbrüche. Abbrüche. Umbrüche. Kunst in Ost-Berlin 1985–1995 in Zusammenarbeit mit der Stiftung Stadtmuseum Berlin[11][12]
- 17. Februar bis 19. Juni 2022: CASH on the Wall[13][14]
- 10. Februar bis 13. Dezember 2021: WIR. Nähe und Distanz – Jubiläumsausstellung mit Werken aus der Kunstsammlung der Berliner Volksbank[15]
- 27. August bis 2. November 2020 (online bis Ende Dezember 2020): Die wilden 20er – Nach(t)leben einer Epoche. Werke aus der Kunstsammlung der Berliner Volksbank[16]
- 30. Januar bis 28. Juni 2020: Tête-à-Tête. Köpfe aus der Kunstsammlung der Berliner Volksbank[17]
- 29. August bis 15. Dezember 2019: Zeitenwende – 30 Jahre Mauerfall. Werke aus der Kunstsammlung der Berliner Volksbank[18]
- 7. März bis 7. Juli 2019: Bohéme in Charlottenburg – Hans Laabs und Freunde. Werke aus der Kunstsammlung der Berliner Volksbank[19]
- 7. November 2018 bis 10. Februar 2019: Harald Metzkes – Ein musisches Kabinett zum 90. Bilder aus der Kunstsammlung der Berliner Volksbank[20]

#### Auswahl an Ausstellungen von 1985 bis 2016 – Budapester Straße 35
Realisiert wurden die Ausstellungen gemeinsam mit Berliner Museen wie dem Stadtmuseum Berlin, der Ägyptischen Museum und Papyrussammlung oder dem Brücke-Museum, und regionalen Museen wie dem Museum der bildenden Künste Leipzig, Staatliches Museum Schwerin – Kunstsammlungen, Schlösser und Gärten, Purrmann-Haus in Speyer.
1990 zeigte eine Werkschau von Joan Miró Skulpturen, fünf Jahre später wurde Christo und Jeanne-Claude: Three Works in Progress präsentiert, 1997 Unter den Linden – Berlins Boulevard in Ansichten von Schinkel, Gaertner und Menzel in Zusammenarbeit mit den Staatlichen Museen zu Berlin und Stadtmuseum Berlin und 1998 Oskar Kokoschka – „Spuren eines irrenden Ritters. Eine Werkauswahl aus den Jahren 1953 bis 1973“, 2004 folgte in Zusammenarbeit mit dem Brücke-Museum Berlin die Ausstellung unmittelbar und unverfälscht – Aquarelle, Zeichnungen und Druckgrafik der „Brücke“.
2007 fand die Ausstellung Karl Schmidt-Rottluff Formen und Farben statt, im selben Jahr außerdem Der Millionenstrichler, das Frühwerk von Horst Janssen in Kooperation mit dem Horst-Janssen-Museum Oldenburg und Galerie und Verlag St. Gertrude. Die Ausstellung „Schönheit und Vergänglichkeit – Niederländische Stillleben“ realisierte das Kunstforum der Berliner Volksbank mit dem Staatlichen Museum Schwerin 2008.
2010 wurde Mathilde Vollmoeller-Purrmann mit der Ausstellung Berlin-Paris-Berlin gewürdigt. 2009 wurde in Kooperation mit dem Leipziger Museum für bildende Künste die Ausstellung Werner Tübke – Retrospektive zum 80. Geburtstag gezeigt. Im gleichen Jahr würdigte das Kunstforum den Künstler HAP Grieshaber zum 100. Geburtstag mit der Ausstellung HAP Grieshaber 100 – Zeitgeschehen und Natur. 2011/2012 präsentierte das Kunstforum zusammen mit Dietrich Wildung, dem langjährigen Direktor des Ägyptischen Museum Berlin Königsstadt Naga – Grabungen in der Wüste des Sudan. 2016 wurde als letzte Ausstellung im Kunstforum an der Budapester Straße BankArt – 30 Jahre Kunstsammlung der Berliner Volksbank präsentiert.
Den besonderen Schwerpunkt auf Kunst der DDR der frühen Sammlungsjahre dokumentieren Ausstellungen wie 1997 Ostwind – Fünf deutsche Maler aus der Sammlung der GrundkreditBank, oder Staatskünstler – Harlekin – Kritiker. DDR-Malerei als Zeitdokument 1991.
Niederländische Stillleben wurden in der Präsentation Schönheit und Vergänglichkeit präsentiert. Die Ausstellung Sinfonie des Lichts – Landschaften auf Kimonos von Itchiku Kubota im Jahr 2000 zählte zu den größten Publikumserfolgen im Kunstforum.

### Werkstatt für Kreative
Kunst erleben – Kunst begreifen – lautet das Motto und zugleich der Ausgangspunkt des kunstpädagogischen Programms Werkstatt für Kreative. Im Sommer 2005 wurde das kunstpädagogische Programm mit der Eröffnung der Ausstellung Bilder und Bilanzen – Von Antes bis Zylla. Werke aus der Kunstsammlung der Berliner Volksbank ins Leben gerufen. Ziel war und ist laut eigenen Angaben vorrangig Kindern und Jugendlichen mit übervorwiegend kostenfreien altersgerechten Angeboten wie Führungen und Workshops, die Möglichkeit zu bieten, sich aktiv und kreativ mit Kunst auseinanderzusetzen. Mit der Gründung der Werkstatt für Kreative gehörte die Berliner Volksbank eG zu den regionalen Vorreitern in diesem Segment der Kunstvermittlung.
Mehr als zehn Jahre in der Budapester Straße 35 beheimatet bezog die Werkstatt für Kreative Mitte 2018 mit ihrem kunstpädagogischen Angebot neue Räume in der Sophie-Charlotten-Straße 53–54 in Berlin-Charlottenburg, seit Mai 2021 ist sie nun direkt neben dem eigenen Kunstforum am Kaiserdamm 105 beheimatet.
Workshop-Programme zu unterschiedlichen Techniken wie Zeichnen, Aquarell, Kaltnadelradierung, Collagen, Druck oder plastisch Modellieren wurden in der Werkstatt für Kreative seit ihrer Gründung konzipiert und umgesetzt. Die Programme orientieren sich an der jeweils aktuellen Ausstellung im Kunstforum.
Daneben engagiert sich die Stiftung Kunstforum mit einem Kunstvermittlungsprogramm kontinuierlich als Kooperationspartner an temporären gemeinnützigen Kinder- und Jugendprojekten wie dem KinderKulturMonat, FEZitty oder Kids kreativ.
Seit ihrer Gründung im Jahr 2007 betreut die Stiftung Kunstforum das kunstpädagogische Angebot für Kinder und Jugendliche.
Im Jahr 2025 war die Werkstatt für Kreative für den Deutschen Kulturförderpreis vom Kulturkreis der deutschen Wirtschaft, dem ZDF, dem Handelsblatt und der DZ Bank nominiert, die Preisverleihung fand im Mai 2025 in Düsseldorf statt.

### Kunstsammlung der Berliner Volksbank
Parallel mit der Errichtung des Kunstforums wurde auch der Aufbau einer eigenen Kunstsammlung begründet, mit der Zielsetzung, das genossenschaftliche Geschäftsmodell „von Menschen, für Menschen“ adäquat zu visualisieren und die Kunst getreu dem Sammlungsmotto „Bilder vom Menschen“, später ergänzt durch „Bilder von der Stadt“, öffentlich zugänglich zu machen.
Das 1985 vom West-Berliner Galeristen Dieter Brusberg durch seine Galerie Brusberg begründete Konzept ist bis heute Leitgedanke der Kunstsammlung. Zu Beginn der Sammlungstätigkeit lag der Schwerpunkt auf figürlicher Kunst aus Berlin und Ostdeutschland. Später wurde das Sammlungsgebiet um Stadtlandschaften erweitert. Von Anfang an wurden nur Werke der Malerei und Skulptur sowie Arbeiten auf Papier, Druckgrafiken und daneben ganz vereinzelt Fotografien aufgenommen. Maßgeblich beteiligt beim Sammlungsaufbau war auch, allein schon durch seine Funktion, Rüdiger Küttner, Generaldirektor des staatlichen Kunsthandels der DDR.
Mit dem Kauf der Marmorskulptur Sich Umschauende des West-Berliner Künstlers Ludwig Gabriel Schrieber wurde der Grundstein für die Sammlung zeitgenössischer deutscher Kunst gelegt. Sie umfasst Kunstwerke ab 1950 bis zur Gegenwart, vereinzelte frühere Werke datieren in die späten Vierzigerjahre. Je zwei kleine Skulpturen von Hans Uhlmann und Ludwig Gabriel Schrieber sowie Blätter von Werner Heldt sollen ein Fenster zur Kunst der unmittelbaren Nachkriegszeit öffnen.
Zur Sammlung gehören mehrere herausragende Gemälde von Bernhard Heisig, Wolfgang Mattheuer, Werner Tübke oder Harald Metzkes. Einen weiteren Künstlerschwerpunkt stellt das Œuvre des thüringischen Malers Gerhard Altenbourg dar, der mit wichtigen Blättern aus allen Schaffensphasen vertreten ist. Arbeiten der West-Berliner Künstler Rainer Fetting, Johannes Grützke, Markus Lüpertz, Wolfgang Petrick und Rolf Szymanski gehören ebenso zum Sammlungsbestand. Aktuell umfasst die Hauptsammlung über 1500 Kunstwerke von rund 200 Künstlerinnen und Künstlern unter anderem wie Horst Antes, Annemirl Bauer, Gudrun Brüne, Christa Dichgans, Sabine Franek-Koch, Angela Hampel, Karl Horst Hödicke, Ingeborg Hunzinger, Veronika Kellndorfer, Carl-Heinz Kliemann, Roland Nicolaus, Rita Preuss, Stefan Plenkers, Cornelia Schleime, Erika Stürmer-Alex, Sabine Herrmann, Klaus Killisch, Uta Hünniger, Barbara Quandt, Gerd Sonntag und Ulla Walter.
Neben der Hauptsammlung verfügt die Stiftung Kunstforum auch über einen sehr kleinen Bestand von Werken weiterer Künstler. Zusätzlich hat sie im Jahr 2008 den Nachlass des Berliner Künstlers Bertold Haag übernommen und verwahrt einen Kernbestand seines Werks. Eine aussagefähige Auswahl von Gemälden Haags wurde zudem in die Kunstsammlung integriert.
Seit 2007 wird die Kunstsammlung der Berliner Volksbank unter dem Dach der Stiftung Kunstforum geführt, der die Bank den gesamten Kunstbestand übertragen hat.
Seit 2022 ist die gesamte Sammlung auch über die Homepage online für alle einsehbar, außerdem ist ein neues Bestandsverzeichnis herausgegeben worden. Eine Erweiterung des Bestandsverzeichnisses ist 2025 entstanden.

#### Kunstsammlung unterwegs – Leihgaben für Ausstellungen (Auswahl)

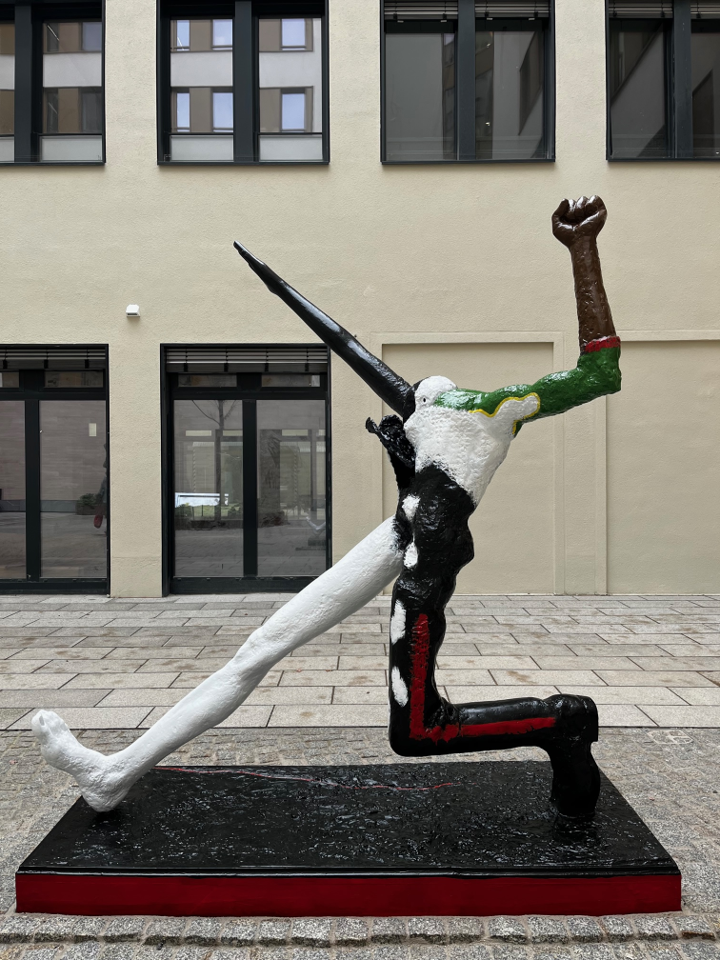
Der Jahrhundertschritt, Eisenabguss bemalt im Innenhof der Berliner Volksbank Zentrale (QVB), Bundesallee 206, Berlin

Regelmäßig werden Werke für Ausstellungen in Deutschland und Europa verliehen, so zum Beispiel das Gemälde Januskopf von Harald Metzkes für den Sitz des Bundespräsidenten Schloss Bellevue, Pariser Platz II von Wolfgang Peuker und Selbst mit abgeschnittenem Finger von Jürgen Wenzel für die Ausstellung Point of no return im Leipziger Museum der Bildenden Künste, 2019. Des Weiteren wurde das Gemälde Stürzender von Wolfgang Mattheuer für das Museum de Fundatie, Zwolle (Niederlande), 2018 verliehen. Außerdem gab es Leihgaben aus der Kunstsammlung u. a. an das Angermuseum Erfurt zu 100 Jahre Heisig, 2025, das Schloss Britz, 2023, das Barlach Kunstmuseum Wedel, das Dieselkraftwerk Cottbus (Brandenburgisches Landesmuseum für moderne Kunst), die Kunsthalle Rostock, das Angermuseum Erfurt, die Kunsthalle Jesuitenkirche (Aschaffenburg), 2022, das Potsdam Museum, Kunstmuseum Moritzburg Halle (Saale), 2021, Kunstmuseum Ahrenshoop, 2015, Neues Museum Weimar 2013 oder Johanneskirche Saarbrücken, 2009. Seit 2023 stehen ausgewählte Skulpturen im Innenhof der neuen Hauptzentrale der Berliner Volksbank (QVB), in der Bundesallee 206, Berlin. Eine davon ist Der Jahrhundertschritt von Wolfgang Mattheuer in Eisen bemalt. Zum 35. Jahrestag der Maueröffnung war vom 8. November 2024 bis zum 2. März 2025 in der Stiftung Brandenburger Tor, der Kulturstiftung der Berliner Sparkasse, im Max Liebermann Haus in Zusammenarbeit mit der Stiftung Kunstforum Berliner Volksbank die Ausstellung Die Mauer: vorher, nachher, Ost und West zu sehen. Die dort gezeigten künstlerische Positionen aus der Zeit rund um die Wiedervereinigung 1989/90 waren fast ausschließlich aus der Kunstsammlung der Berliner Volksbank.
Anlässlich des 40sten Jubiläums der Kunstsammlung Berliner Volksbank und der Stiftung Kunstforum Berliner Volksbank ist die Jubiläumsausstellung MENSCH BERLIN vom 09. Juli bis 21. August 2025 auch im Bank Austria Kunstforum Wien zu sehen und dort die letzte Ausstellung am Standort Freyung 8.

### Stolpersteine

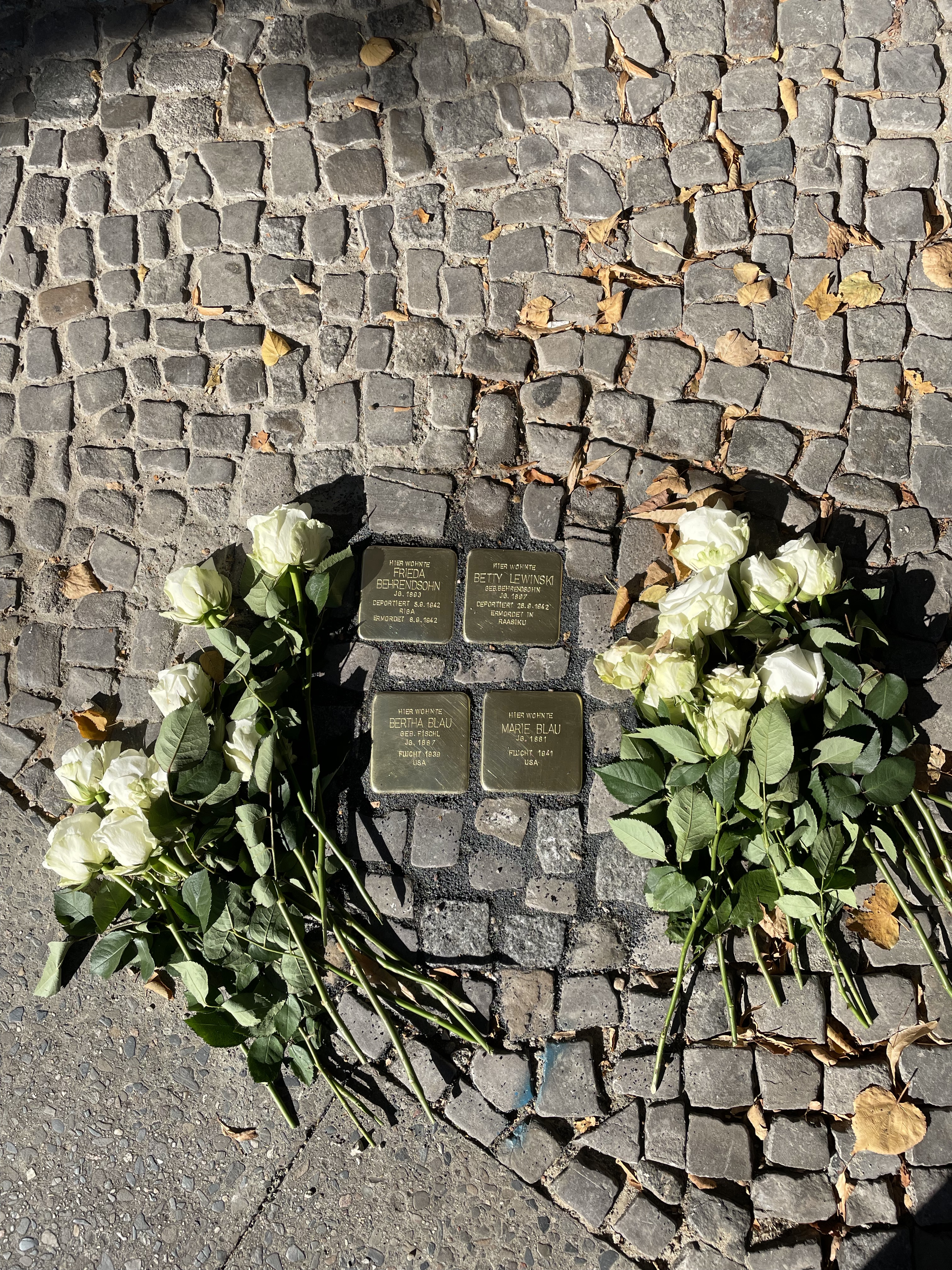
Stolpersteine Kaiserdamm 13

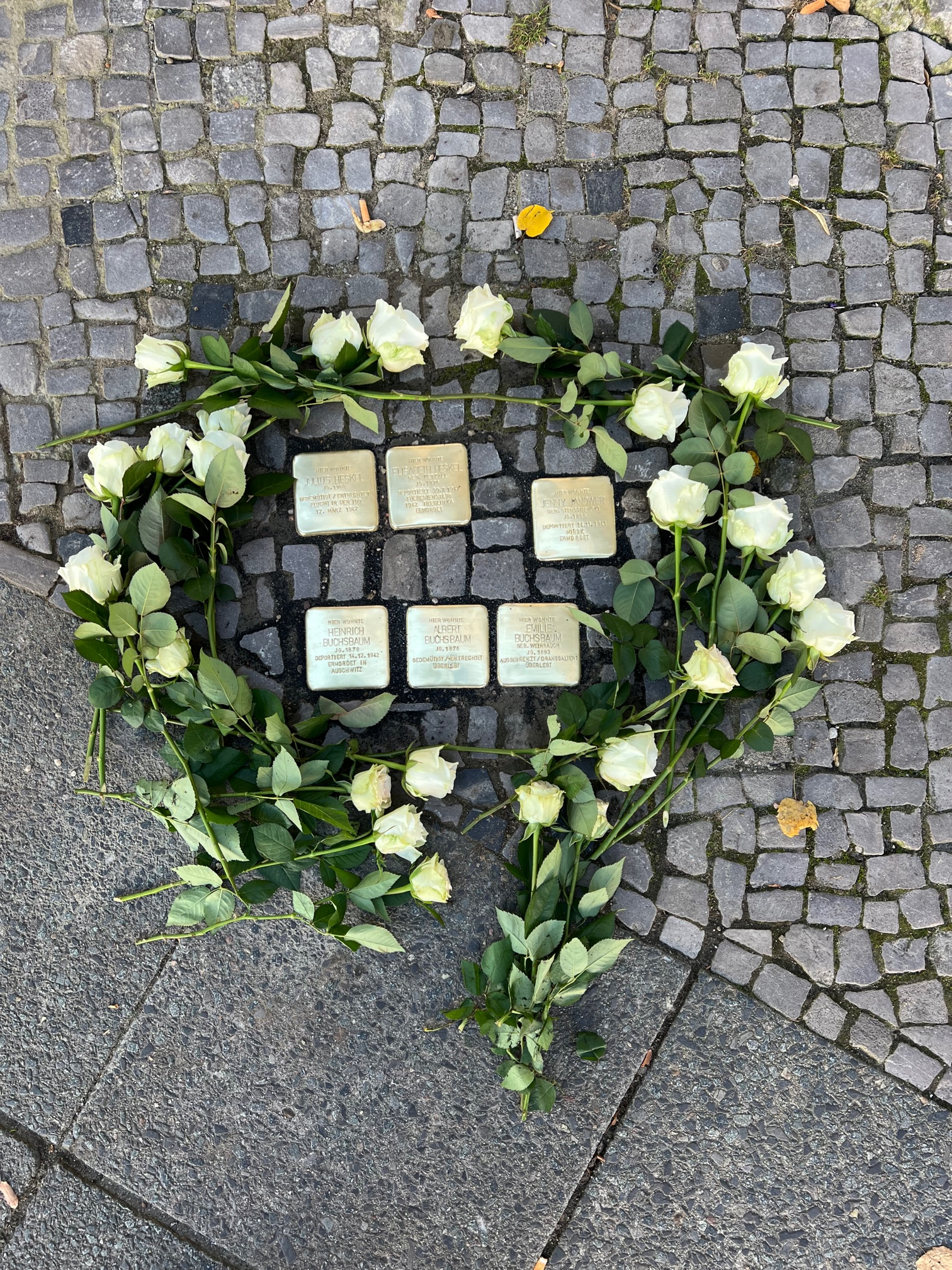
Stolpersteine Kaiserdamm 105

Auf Initiative der Stiftung Kunstforum der Berliner Volksbank gGmbH wurden am 7. Oktober 2022 vor dem ehemaligen Büro Kaiserdamm 13 und unserem aktuellen Standort aller Bereiche am Kaiserdamm 105 insgesamt 10 Stolpersteine durch den Künstler Gunter Demnig verlegt.
Am Kaiserdamm 13 war es für folgende Personen: Bertha Blau (1939, mit 72 Jahren Flucht in die USA), Marie Blau (Flucht mit 59 Jahren in die USA, 3 Jahre später 1944 verstorben), Frieda Behrendsohn (deportiert und mit 49 Jahren in Riga ermordet) und Betty Lewinski (deportiert und mit 45 Jahren in der Töttungsstätte Raasiku bei Reval ermordet). Am Kaiserdamm 105 war es für Heinrich Buchsbaum (mit 64 Jahren, deportiert und ermordet in Auschwitz), Albert Buchsbaum (gedemütigt, überlebt, verstorben mit 72 Jahren), Emilie Buchsbaum (gedemütigt, überlebt, da nicht-jüdische Ehefrau von Albert, 1948 mit 65 Jahren verstorben), Julius Heskel (Freitod mit 74 Jahren), Elisabeth Heskel (mit 66 Jahren in Treblinka ermordet) und Jenny Janower (mit 56 Jahren ermordet im Ghetto von Minsk). Neben zahlreichen Nachbarn und Gästen kamen auch Verwandte von Bertha Blau aus den USA angereist, mit der Familie Greenwald kamen die Urenkelin und deren Kindern. Einen zeremoniellen Rahmen bekam die Verlegung durch die musikalische und biografische Begleitung von Kantor Hemi Levison, der israelischen Gitarristen Guy Woodcock und Irene Aselmeier, sowie die Reden von Geschäftsführer & Direktor Sebastian Pflum, Klaus Lederer, Bürgermeister von Berlin und Senator für Kultur und Europa, Frau Robin Greenwald unter Anwesenheit der Ehrengäste US-Kulturattachée Cherrie S. Daniels und Bezirksverordnetenvorsteher von Charlottenburg-Wilmersdorf Tillinger.

### Bestandsverzeichnisse zur Kunstsammlung der Berliner Volksbank
- Kunstsammlung der Berliner Volksbank, Bestandsverzeichnis Erweiterung. Hg. von der Stiftung Kunstforum der Berliner Volksbank, Berlin 2025.
- Kunstsammlung der Berliner Volksbank, Bestandsverzeichnis. Hg. von der Stiftung Kunstforum der Berliner Volksbank, Berlin 2022.[30]
- Die Kunstsammlung der Berliner Volksbank, Erwerbungen 2013 bis 2015. Hg. von der Stiftung Kunstforum der Berliner Volksbank, Berlin 2015 (Ergänzungsband zum Bestandsverzeichnis, Berlin 2013).
- Die Kunstsammlung der Berliner Volksbank, Bestandsverzeichnis. Hg. von der Stiftung Kunstforum der Berliner Volksbank, Berlin 2013.
- Die Kunstsammlung der Berliner Volksbank, Bestandsverzeichnis. Hg. von der Stiftung Kunstforum der Berliner Volksbank, Berlin 2005.

### Ausstellungskataloge (Auswahl)
- MENSCH BERLIN Jubiläumspublikation Hg. von der Stiftung Kunstforum der Berliner Volksbank, Berlin 2025.
- Die Mauer: vorher, nachher, Ost & West Hg. von der Stiftung Kunstforum der Berliner Volksbank und Stiftung Brandenburger Tor, Berlin 2024.
- Durchdringen: Das U/unheimliche s/Sehen Hg. von der Stiftung Kunstforum der Berliner Volksbank, Berlin 2024.
- 100 Jahre Held(t)en: Werner Heldt und Burkhard Held Hg. von der Stiftung Kunstforum der Berliner Volksbank, Berlin 2024.
- SchlagLicht Hg. von der Stiftung Kunstforum der Berliner Volksbank, Berlin 2023.
- MENSCHENBILD – der expressionistische Blick. Hg. von der Stiftung Kunstforum der Berliner Volksbank, Berlin 2023.
- Aufbrüche. Abbrüche. Umbrüche. Kunst in Ost-Berlin 1985–1995. Hg. von der Stiftung Kunstforum der Berliner Volksbank und der Stiftung Stadtmuseum Berlin, Berlin 2022.
- CASH on the Wall. Hg. von der Stiftung Kunstforum der Berliner Volksbank, Berlin 2022.
- WIR. Nähe und Distanz – Jubiläumsausstellung mit Werken aus der Kunstsammlung der Berliner Volksbank. Hg. von der Stiftung Kunstforum der Berliner Volksbank, Berlin 2021.
- Die wilden 20er – Nach(t)leben einer Epoche. Werke aus der Kunstsammlung der Berliner Volksbank. Hg. von der Stiftung Kunstforum der Berliner Volksbank, Berlin 2020.
- Tête-à-Tête. Köpfe aus der Kunstsammlung der Berliner Volksbank. Hg. von der Stiftung Kunstforum der Berliner Volksbank, Berlin 2020.
- Zeitenwende. 30 Jahre Mauerfall, 2019. Werke aus der Kunstsammlung der Berliner Volksbank. Hg. von der Stiftung Kunstforum der Berliner Volksbank, Berlin 2019.
- Bohème in Charlottenburg – Hans Laabs und Freunde. Werke aus der Kunstsammlung der Berliner Volksbank. Hg. von der Stiftung Kunstforum der Berliner Volksbank, Berlin 2019.
- Harald Metzkes. Ein musisches Kabinett zum 90. Bilder aus der Kunstsammlung der Berliner Volksbank. Hg. von der Stiftung Kunstforum der Berliner Volksbank, Berlin 2018.
- bankArt. Drei Jahrzehnte Kunstsammlung der Berliner Volksbank. Hg. von der Stiftung Kunstforum der Berliner Volksbank, Berlin 2018.
- Bilder und Bilanzen. Von Antes bis Zylla – Werke aus der Kunstsammlung der Berliner Volksbank. Hg. von der Berliner Volksbank, Berlin 2005.
- Dialoge. Werke aus der Sammlung der Grundkreditbank. Hg. von der Berliner Volksbank, Berlin 1999.
- Ostwind. Fünf deutsche Maler aus der Sammlung der GrundkreditBank. Hg. von der GrundKreditBank, Berlin 1991.
- Staatskünstler – Harlekin – Kritiker? DDR-Malerei als Zeitdokument. Hg. von der GrundkreditBank, Berlin 1991.